# Pectinichelus chinensis
Pectinichelus chinensis är en skalbaggsart som beskrevs av Edmund Reitter 1905. Pectinichelus chinensis ingår i släktet Pectinichelus och familjen Melolonthidae. Inga underarter finns listade i Catalogue of Life.